# Dicranomyia (Melanolimonia) paramorio
Dicranomyia (Melanolimonia) paramorio is een tweevleugelige uit de familie steltmuggen (Limoniidae). De soort komt voor in het Palearctisch en Oriëntaals gebied.